# 게오르기 미하일로비치 대공
게오르기 미하일로비치 대공(Grand Duke George Mikhailovich of Russia, 1981년 3월 31일 ~ )은 분쟁 중인 러시아 제국 가문의 수장 자리를 주장하는 마리야 블라디미로브나 여대공의 후계자로 보인다. 그는 마리아와 그녀의 전남편인 프란츠 빌헬름 폰 프로이센 왕자 사이에서 태어난 외아들이다. 게오르기의 어머니는 그에게 체사레비치라는 칭호를 부여하며, 그는 "대공"이라는 접두사를 가지고 있으며, 이는 여전히 의문시되고 있다. 그는 독일 제국과 프로이센 왕국을 통치했던 호엔촐레른 가문의 분파의 생도 멤버의 아들로, 때때로 "프로이센의 왕자"라는 칭호를 받으며 왕 전하의 칭호를 받기도 한다.